# Gromatici
Col nome di Gromatici veteres (cioè gromatici antichi) si indica una corposa raccolta di testi latini messa insieme durante il V secolo d.C. contenente opere di agrimensura anche indicata come Corpus agrimensorum Romanorum.
La raccolta fu pubblicata dal Lachmann nel XIX secolo.
Queste le opere contenute: 
- Giulio Frontino
- Agenio Urbico: De controversiis agrorum
- pseudo Agenio Urbico: Commentum Frontini de agrorum qualitate et de controversiis agrorum
- Balbo: Expositio et ratio omnium formarum ad Celsum
- Igino: De limitibus et de condicionibus agrorum, de generibus controversarum
- Igino: De limitibus constituendis
- Siculo Flacco: De condicionibus agrorum
- Liber coloniarum
- Lex Mamilia, Roscia, Peducaea, Alliena, Fabia
- Excerpta ex corpore Theodosiano
- Pauli sententiarum libro V
- De sepulchris
- Finium regundorum
- Agrorum quae sit inspectio
- Marcus Iunius Nipsus: Excerpta ex librorum variorum (Dolabellae, Gaii, etc.)
- Mensurarum genera
- Litterae singulares
- Terminorum diagrammata
- Ordines finitiorum ex diversis auctoribus
- De iugeris metiundis
- De finibus agrorum et alia excerpta ex Isidoro
- De mensuris
- Excerpta ex demonstratione artis geometricae
- Excerpta ex geometria Boethii